# Beverino
Beverino is een gemeente in de Italiaanse provincie La Spezia (regio Ligurië) en telt 2252 inwoners (31-12-2004). De oppervlakte bedraagt 36,0 km², de bevolkingsdichtheid is 64 inwoners per km².
De volgende frazioni maken deel uit van de gemeente: Bracelli, Castello, Castiglione Colla, Castiglione Vara, Covanella Vara, Corvara, Memola, Padivarma, San Cipriano.

## Demografie
Beverino telt ongeveer 963 huishoudens. Het aantal inwoners steeg in de periode 1991-2001 met 2,7% volgens cijfers uit de tienjaarlijkse volkstellingen van ISTAT.
| Jaar | Inwoneraantal |
| ---- | ------------- |
| 1991 | 2174          |
| 2001 | 2233          |

## Geografie
Beverino grenst aan de volgende gemeenten: Borghetto di Vara, Calice al Cornoviglio, Follo, Pignone, Riccò del Golfo di Spezia, Rocchetta di Vara, Vernazza.

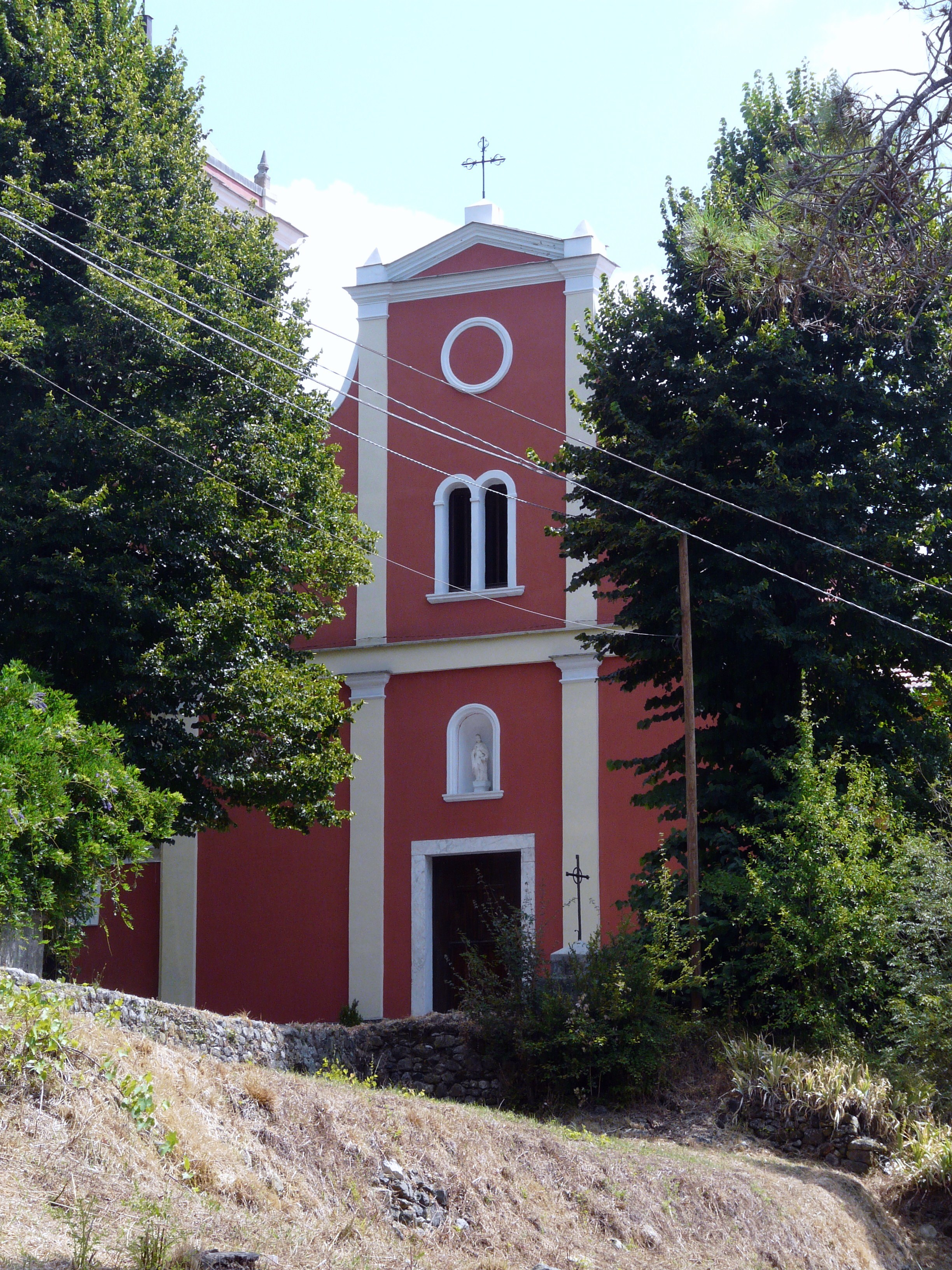
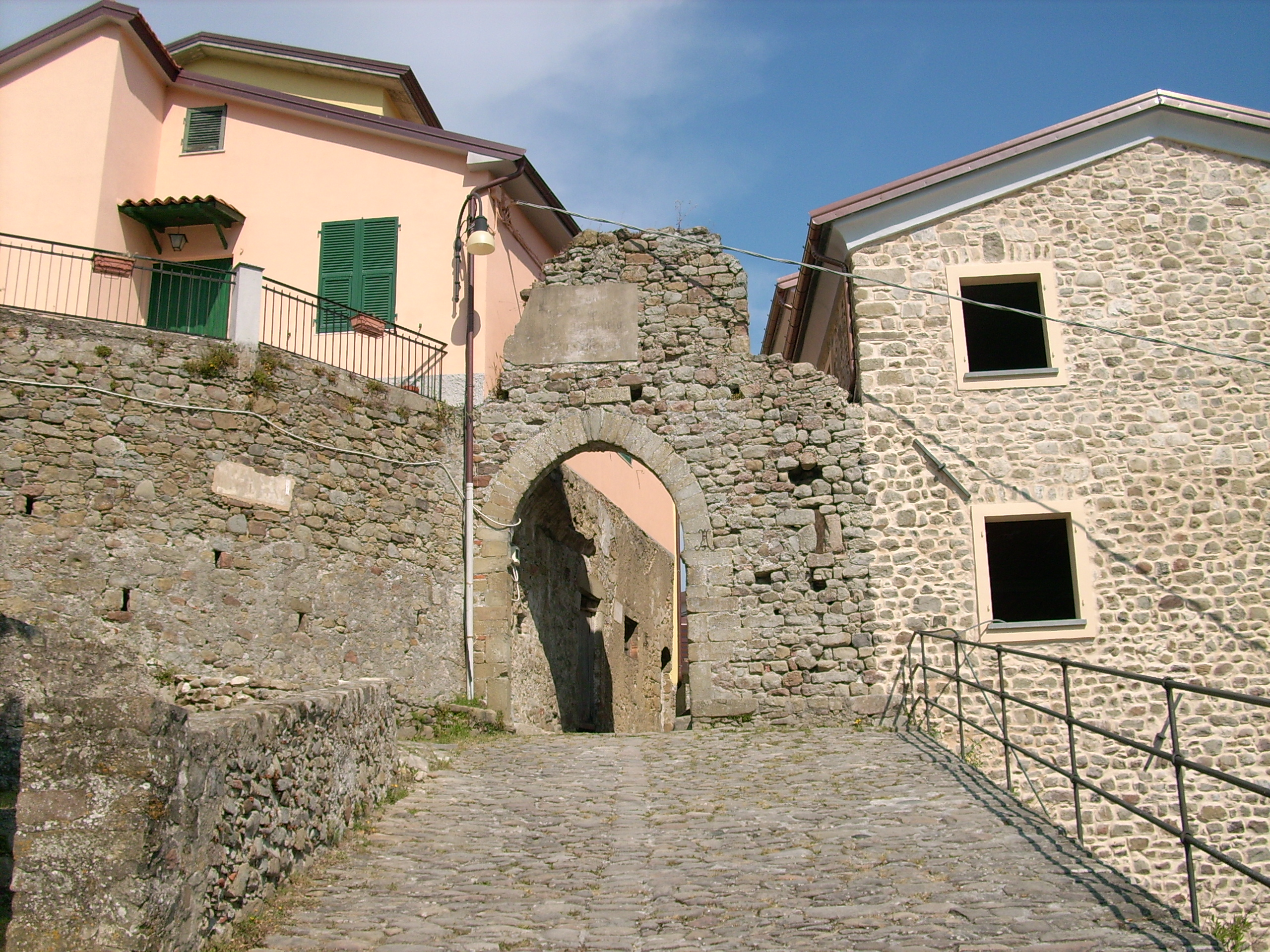
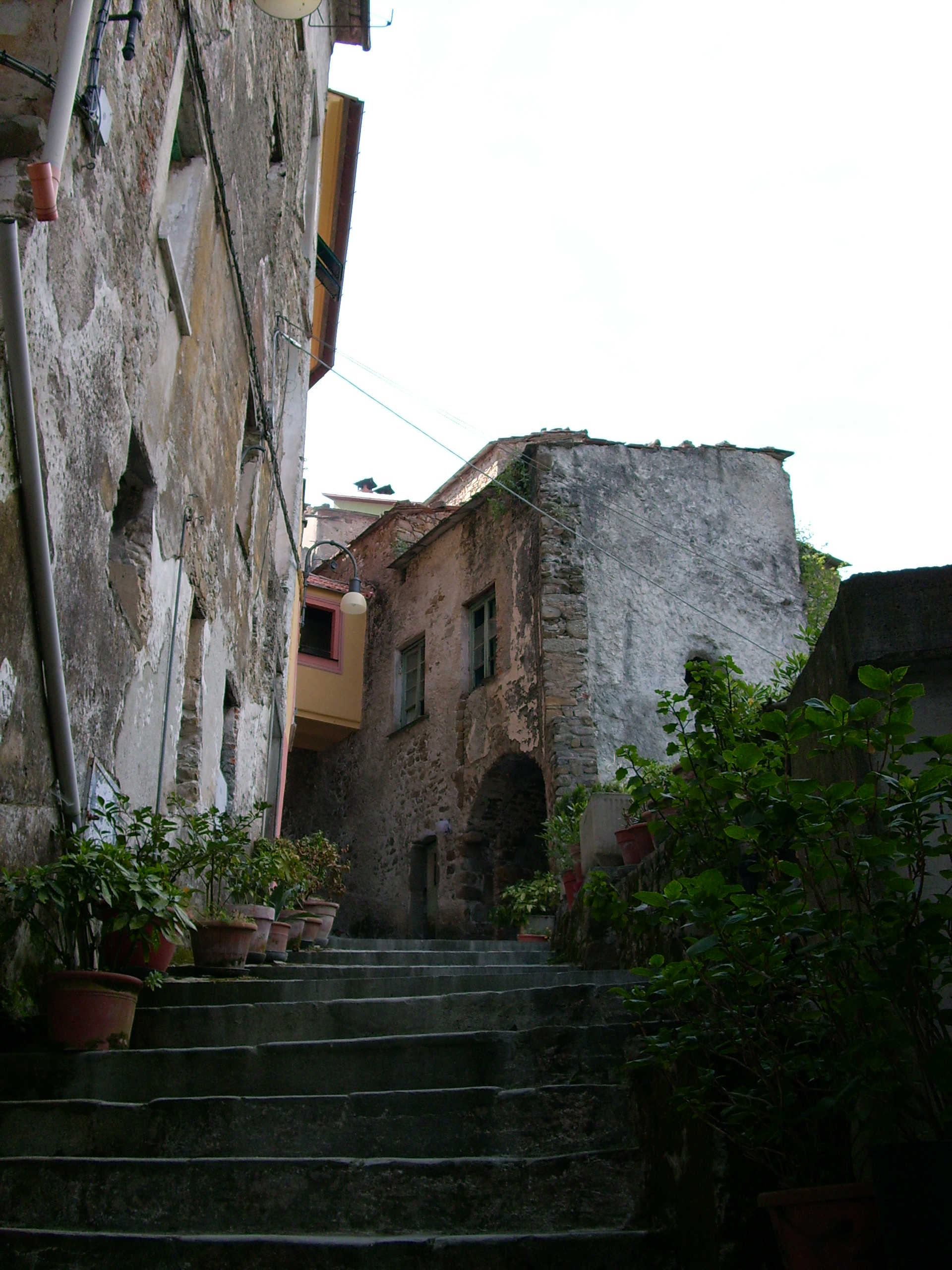
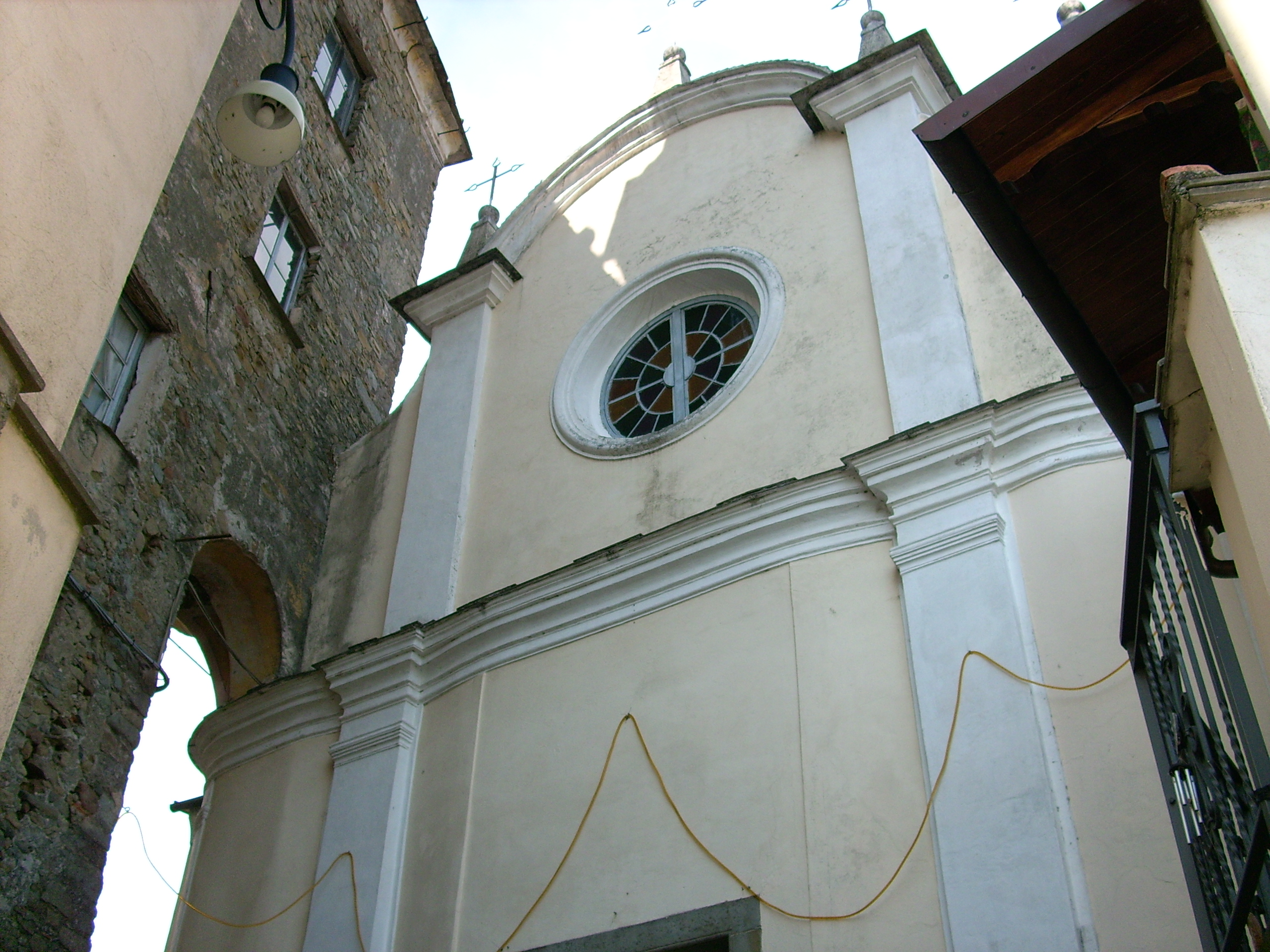
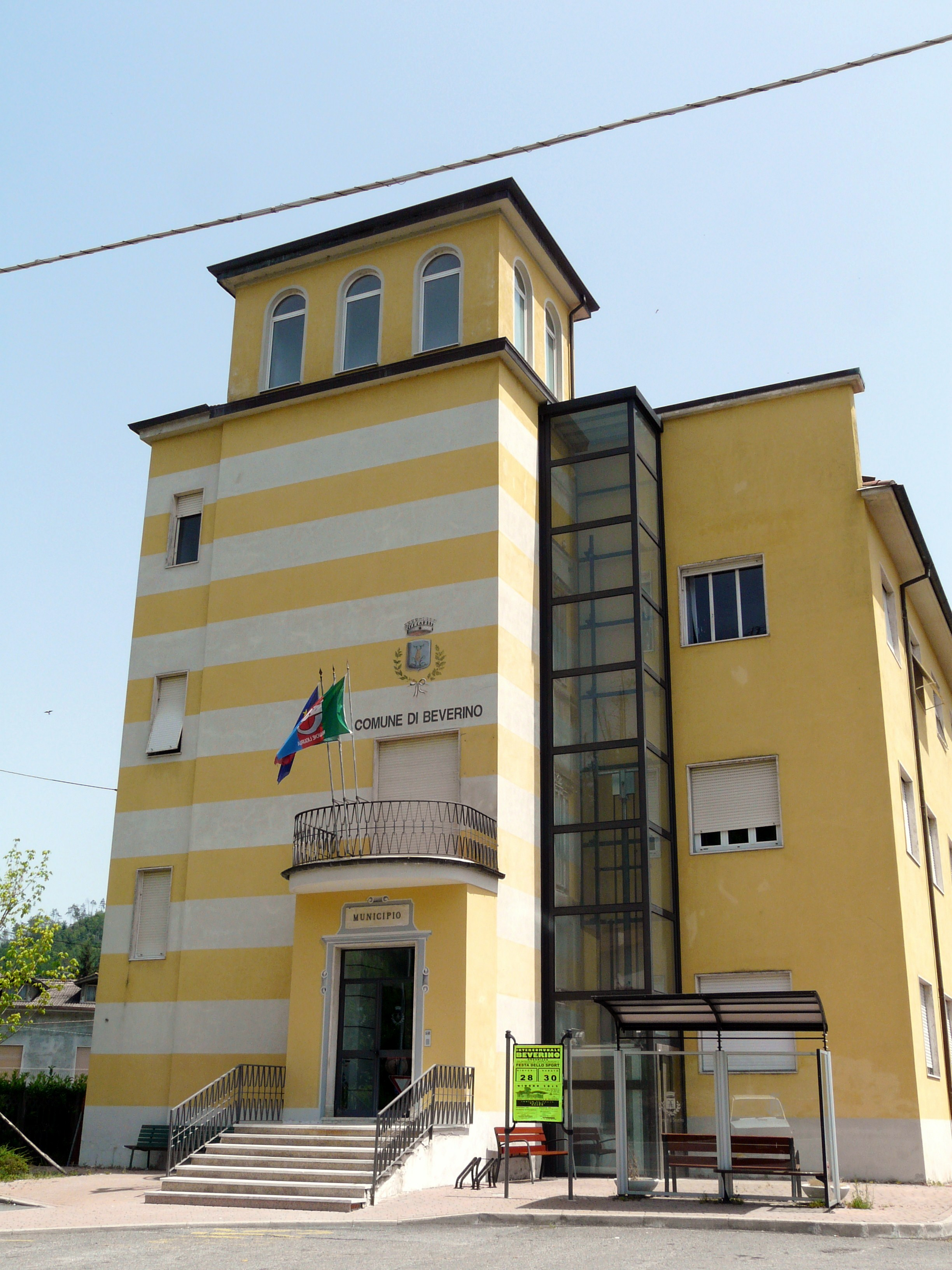
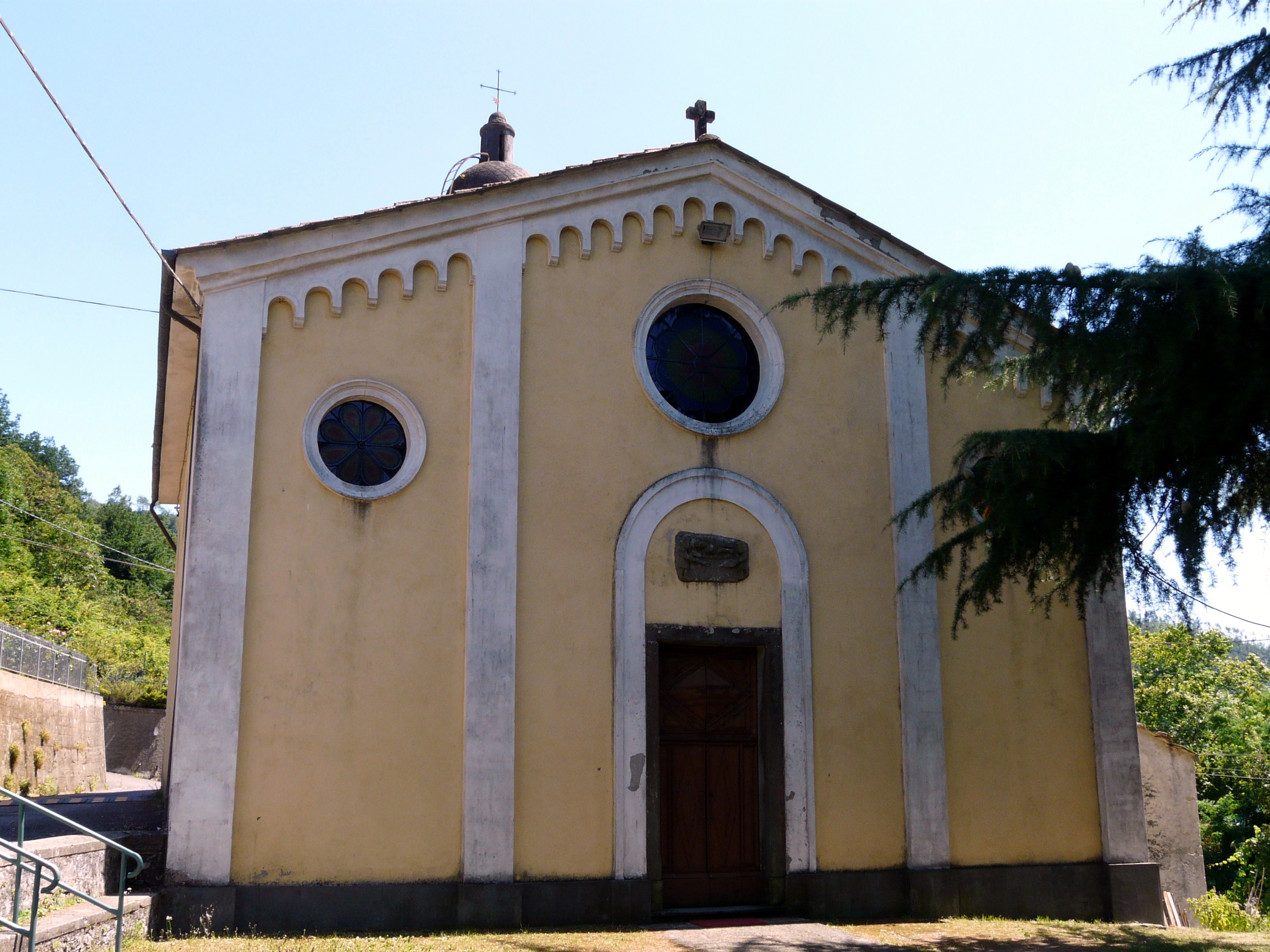

Ameglia · Arcola · Beverino · Bolano · Bonassola · Borghetto di Vara · Brugnato · Calice al Cornoviglio · Carro · Carrodano · Castelnuovo Magra · Deiva Marina · Follo · Framura · La Spezia · Lerici · Levanto · Maissana · Monterosso al Mare · Ortonovo · Pignone · Porto Venere · Riccò del Golfo di Spezia · Riomaggiore · Rocchetta di Vara · Santo Stefano di Magra · Sarzana · Sesta Godano · Varese Ligure · Vernazza · Vezzano Ligure · Zignago
1. ↑  https://demo.istat.it/?l=it.